# Pherhimius
Pherhimius is een geslacht van kevers uit de familie  
kniptorren (Elateridae).
Het geslacht is voor het eerst wetenschappelijk beschreven in 1942 door Fleutiaux.

## Soorten
Het geslacht omvat de volgende soorten:
- Pherhimius dejeani (Candèze, 1857)
- Pherhimius fascicularis (Fabricius, 1787)